# Simon van Douw

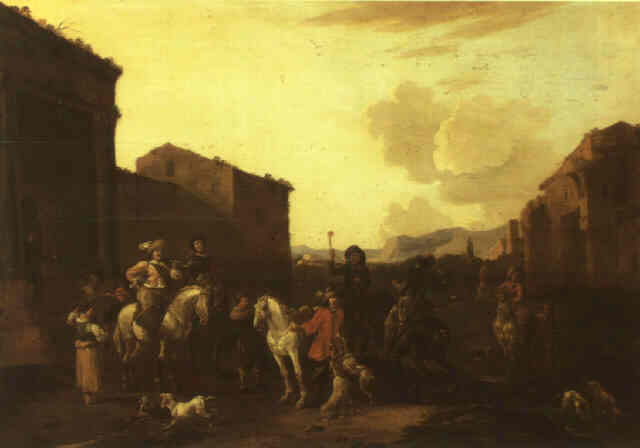
Przygotowania do polowania

Simon van Douw (ur. ok. 1630 w Antwerpii, zm. ok. 1677 tamże) – flamandzki malarz barokowy.
Mało znany artysta działający w Antwerpii w połowie XVII w. Malował pejzaże wzbogacane o przedstawienia jeźdźców i sceny batalistyczne. Był wzmiankowany jako nauczyciel Petera van Bloemena.